# Karlistične vojne
Karlistične vojne (špansko Guerras Carlistas) predstavljajo serijo državljanskih spopadov v Španiji v 19. stoletju. Glavni vzrok za vojne je bilo nasledstveno vprašanje po smrti Ferdinanda VII., ki je umrl brez moških potomcev. Poleg tega pa je šlo tudi za ideološko nasprotovanje med liberalci in konzervativci. Karlisti so namreč zagovarjali tradicionalno absolutistično monarhijo in katoliško vero. To vidimo tudi v njihovem sloganu, ki se je glasil: »Bog, domovina, kralj«. S tem so predstavljali največjo opozicijsko stranko liberalizmu, ki je v tem obdobju postajal vedno pomembnejši. Center njihovega delovanja so predstavljale predvsem province na severu Španije, kot sta Baskija in Navarra, pomemben pa je bil tudi sever Katalonije. Iz tega sledi, da je imelo gibanje Karlistov tudi pomemben regionalni značaj, saj iz teh vojn izhajajo tudi začetki baskovskega in katalonskega separatizma. 

## Zgodovina
Kralj Ferdinand VII. (1784–1833) je bil poročen kar štirikrat, a v nobenem zakonu ni dobil moškega potomca. Vse do leta 1830 je bil sploh brez naslednika, nato pa mu je četrta žena Marija Kristina Burbonska rodila hčer Izabelo, princeso Asturije. Kralj je zato leta 1830 razglasil Pragmatično sankcijo, s katero je ukinil nasledstveno pravilo iz leta 1713, ki ga je razglasil Filip V. Ta zakon je prepovedoval, da bi ženska potomka lahko nasledila kralja na prestolu. S tem, ko je Ferdinand za svojo naslednico imenoval svojo hčer, je sprožil upor svojega brata Karla Marie Isidra, ki je do tedaj veljal za edinega legitimnega naslednika in kateremu so se pridružili zagovorniki tradicije in nasprotniki liberalizma. Po Ferdinandovi smrti leta 1833 je oblast v imenu Izabele, ki je bila stara komaj tri leta, prevzela njena mati Marija Kristina.
Vnel se je boj med tistimi, ki so za bodočo kraljico priznavali Izabelo in karlisti, ki so želeli, da prestol zasede Karl María Isidro. Na strani karlistov so se bojevali zagovorniki absolutizma in tradicije. Stranko so sestavljali večinoma obubožani lastniki majhnih posesti in obrtniki, ki so večinoma prihajali iz ruralnih območij. Pridružil pa se jim je tudi manjši del duhovščine in plemstva. Podporniki Izabele in Marije Kristine t.i. Izabelinci pa so bili predvsem liberalni intelektualci, ki so izhajali iz urbanih območij in so predstavljali buržoazijo in večji del plemstva.
Med obema nasprotnima stranema so se razvili trije oboroženi konflikti, ki se imenujejo karlistične vojne.

## Karlistične vojne

### Prva karlistična vojna (1833–1839)
Prva karlistična vojna je trajala skoraj 7 let in s konflikti preplavila skoraj celotno špansko ozemlje. Začela se je z uporom karlistov v Navarri in Baskiji. Kmalu so zavzeli obsežna ruralna območja, med tem ko so razvita urbana mesta kot so Vitoria, Pamplona, San Sebastian in Bilbao ostala na strani zaveznikov kraljice in liberalizma. Sprva so spopadi potekali z gverilskim bojevanjem, nato pa sta generala Zumalacárregui in Cabrera organizirala pravo vojsko na baskovsko-navarrskem in katalonsko-aragonskem območju.  
Karl María Isidro se je postavil na čelo vojske z namenom osvojiti Madrid, kar pa mu ni uspelo kljub podpori Prusije, Avstrijskega cesarstva in Rusije. Po smrti generala Zumalacárreguija med obleganjem Bilbaa leta 1835 se je začel resnejši liberalni protinapad. Imeli so podporo Francije, Anglije in Portugalske. Najpomembnejši general na strani liberalcev je bil Espartero. Njegovi uspehi so zaznamovali zadnjo etapo (1836-1839) prve vojne. Bil je zmožen skleniti dogovor o miru s karlističnim generalom Maroto. Leta 1939 sta podpisala Vergarsko konvencijo (špansko: Convenio de Vergara, baskovsko: Bergarako hitzarmena), ki je omogočala ohranitev privilegijev  v Baskiji in Navarri ter možnost, da so se vojaki karlistov vključili v vojsko liberalcev ali pa mirno odšli v tujino. V provinci Arragón so se bitke karlistov pod vodstvom Cabrere nadaljevale do njihovega končnega poraza leta 1840.  
Leta 1843 je bila Izabela pri 13. letih okronana za kraljico Španije.  

### Druga karlistična vojna (1846–1849)
V tem konfliktu je šlo v prvi vrsti za vstajo, ki se je zgodila v obdobju največjih nestrinjaj med konzervativnimi liberalci, ki so si s podporo Izabeli pridobili možnost za obvladovanje oblasti, in med progresivnimi liberalci. Upor je vzniknil v Kataloniji (katalonsko: «guerra dels matiners») in je bil hitro ter lahko zadušen. Vzrok za konflikt naj bi bila neuspela poroka med Izabelo II. in njenim snubcem, ki je izhajal iz vrst karlistov, Karlom Luisem Borbonskim. Kraljica si je za moža izbrala svojega bratranca in vojvodo Cádiza Francisca Asiškega Burbonskega. Pravi razlog za drugo karliško vojno oziroma upor pa je bilo daljše obdobje državne nestabilnosti, saj so številni politični, ekonomski in socialni konflikti ostali nerešeni. Od prve karlistične vojske se druga razlikuje predvsem po tehnološkem napredku pri orožju. 

### Obdobje med 1855 in 1869
Med leti 1855 in 1869 se je zgodila serija manjših karlisitičnih uporov. Uporniki so želeli, da prestol zasede Karel VI., najstarejši sin Karla Marie Isidra, ki se je leta 1845 umaknil iz boja in tako je njegov sin postal karlistični pretendent na prestol. Leta 1868 se je iz Cadiza po celotni Španiji razširila španska revolucija (špansko: La Gloriosa ali La Septembrina). Uporniki so zahtevali odstop kraljice Izabele II. in s tem tudi konec burbonske monarhije. Pri tem so bili uspešni in začel se je šestletni proces demokratizacije države (špansko: El Sexenio Democrático, 1868–1874).

### Tretja karlistična vojna (1872–1876)
Po izgonu kraljice so se karlisti uveljavili kot politična organizacija. Toda parlament ni želel preveč tvegati, zato so za novega španskega kralja izbrali Amadeja Savojskega iz italijanske kraljeve hiše. Kot novi kralj je prisegel leta 1870. Njegovo vladanje je zaznamovala krepitev republikanskega gibanja in aktvni odpori karlistov, zato je leta 1873 odstopil in se vrnil v Italijo. Po volitvah leta 1872 se je začelo krepiti vladno nasilje proti karlistom. V tej vojni je bil karlistični prestolonaslednik Karel VII. Burbonski. Rešitev za karliste je videl v vojaškem spopadu in začela se je tretja karlistična vojna. Leta 1875 se je s prihodom Alfonza XII. (sina Izabele II.) začelo obdobje restavracije burbonske monarhije, kar je pomenilo še dodaten udarec za karliste. Vojna se je končala 28 februarja leta 1876 z dokončnim vojaškim porazom karlistov po vsej državi. Karel VII. je moral zapustiti državo, karlizem pa se je razdelil na dve veji.

### Španska državljanska vojna (1936–1939)
Karlisti so tudi v državljanski vojni videli nadaljevanje karlističnih vojn, saj je šlo tudi v tem primeru za boj proti demokratizaciji, sekularizaciji in liberalizmu. Kljub zmagi generala Franca pa to ni prineslo navdušenja med karlisti, saj je njihove vojaške in politične organizacije podredil nacionalni vojski in nacionalnemu gibanju, t. i. Falangi. 